# Antonín Chittussi
Antonín Chittussi (né le 1er décembre 1847 à Ronov nad Doubravou – mort le 1er mai 1891 à Prague) est un peintre impressionniste tchèque, né d’un père d’origine italienne et d’une mère tchèque.

## Galerie photographique

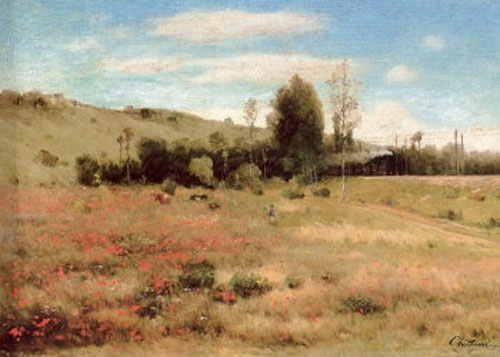
Sur la route d'Orléans
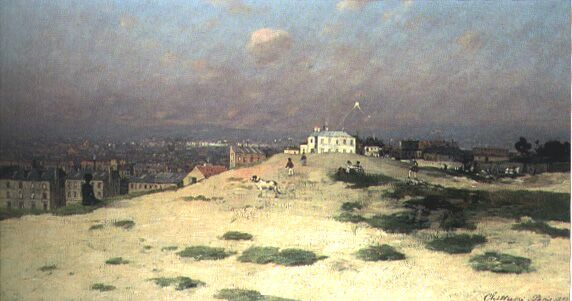
Faubourg de Paris
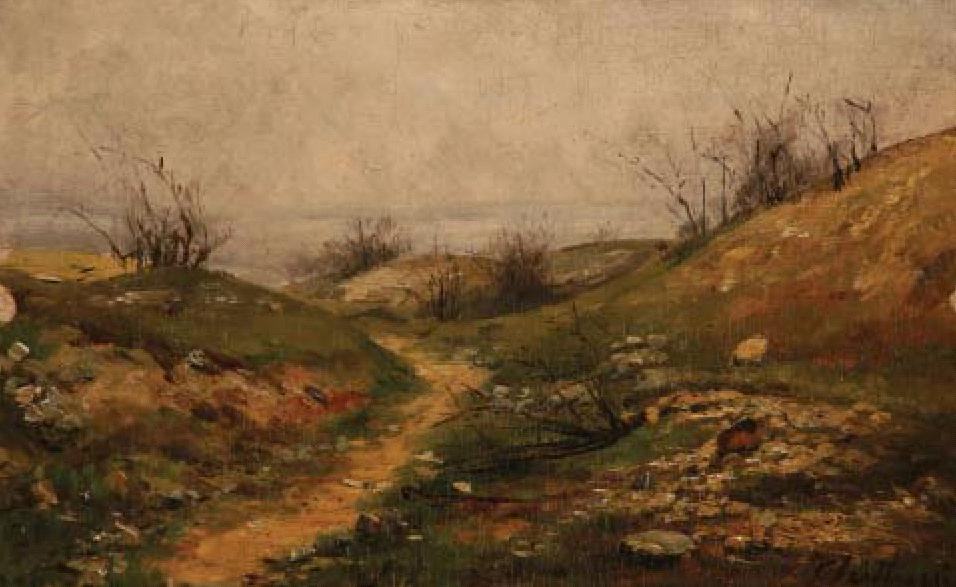
Chemin vers la mer
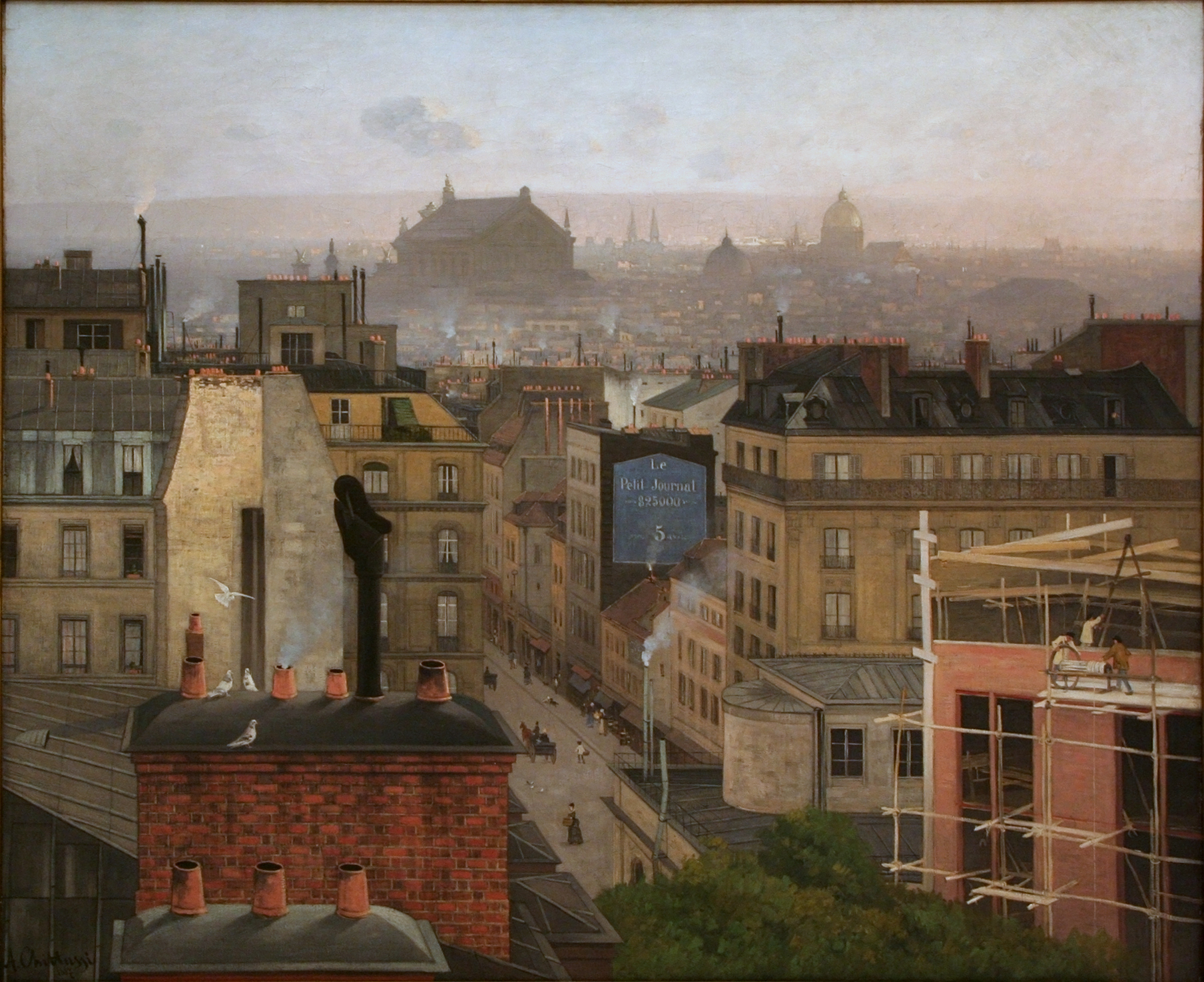
Paris vu depuis Montmartre